# Félines (Ardecha)
Félines és un municipi francès situat al departament de l'Ardecha i a la regió d'Alvèrnia-Roine-Alps. L'any 2007 tenia 1.436 habitants.

## Demografia

### Població
El 2007 la població de fet de Félines era de 1.436 persones. Hi havia 533 famílies de les quals 108 eren unipersonals (64 homes vivint sols i 44 dones vivint soles), 157 parelles sense fills, 240 parelles amb fills i 28 famílies monoparentals amb fills.
La població ha evolucionat segons el següent gràfic:
Habitants censats

### Habitatges
El 2007 hi havia 594 habitatges, 535 eren l'habitatge principal de la família, 32 eren segones residències i 27 estaven desocupats. 524 eren cases i 66 eren apartaments. Dels 535 habitatges principals, 394 estaven ocupats pels seus propietaris, 138 estaven llogats i ocupats pels llogaters i 3 estaven cedits a títol gratuït; 2 tenien una cambra, 19 en tenien dues, 83 en tenien tres, 171 en tenien quatre i 260 en tenien cinc o més. 454 habitatges disposaven pel capbaix d'una plaça de pàrquing. A 180 habitatges hi havia un automòbil i a 327 n'hi havia dos o més.

### Piràmide de població
La piràmide de població per edats i sexe el 2009 era:
| Homes | Edats   | Dones |
| ----- | ------- | ----- |
| 0     | 95 o +  | 0     |
| 4     | 90 a 94 | 0     |
| 4     | 85 a 89 | 8     |
| 4     | 80 a 84 | 0     |
| 4     | 75 a 79 | 12    |
| 24    | 70 a 74 | 28    |
| 20    | 65 a 69 | 12    |
| 24    | 60 a 64 | 24    |
| 40    | 55 a 59 | 24    |
| 36    | 50 a 54 | 20    |
| 24    | 45 a 49 | 36    |
| 48    | 40 a 44 | 44    |
| 64    | 35 a 39 | 56    |
| 56    | 30 a 34 | 44    |
| 36    | 25 a 29 | 44    |
| 20    | 20 a 24 | 16    |
| 16    | 15 a 19 | 36    |
| 40    | 10 a 14 | 56    |
| 48    | 5 a 9   | 56    |
| 24    | 0 a 4   | 20    |

## Economia
El 2007 la població en edat de treballar era de 938 persones, 693 eren actives i 245 eren inactives. De les 693 persones actives 653 estaven ocupades (365 homes i 288 dones) i 40 estaven aturades (16 homes i 24 dones). De les 245 persones inactives 69 estaven jubilades, 94 estaven estudiant i 82 estaven classificades com a «altres inactius».

### Ingressos
El 2009 a Félines hi havia 554 unitats fiscals que integraven 1.525,5 persones, la mediana anual d'ingressos fiscals per persona era de 18.788 €.

### Activitats econòmiques
Dels 76 establiments que hi havia el 2007, 1 era d'una empresa extractiva, 2 d'empreses alimentàries, 1 d'una empresa de fabricació d'elements pel transport, 9 d'empreses de fabricació d'altres productes industrials, 16 d'empreses de construcció, 17 d'empreses de comerç i reparació d'automòbils, 2 d'empreses de transport, 5 d'empreses d'hostatgeria i restauració, 2 d'empreses financeres, 1 d'una empresa immobiliària, 6 d'empreses de serveis, 7 d'entitats de l'administració pública i 7 d'empreses classificades com a «altres activitats de serveis».
Dels 26 establiments de servei als particulars que hi havia el 2009, 1 era una oficina de correu, 4 tallers de reparació d'automòbils i de material agrícola, 1 paleta, 3 guixaires pintors, 6 fusteries, 3 lampisteries, 1 empresa de construcció, 3 perruqueries, 3 restaurants i 1 saló de bellesa.
Dels 2 establiments comercials que hi havia el 2009, 1 era una botiga de menys de 120 m² i 1 una peixateria.
L'any 2000 a Félines hi havia 29 explotacions agrícoles que ocupaven un total de 525 hectàrees.

## Equipaments sanitaris i escolars
El 2009 hi havia una escola elemental.

## Poblacions més properes
El següent diagrama mostra les poblacions més properes.